# Покољ у Старом Броду и Милошевићима
Покољ у Старом Броду и Милошевићима, познат као Крвави младенци се десио током прољећа 1942. године, углавном на обалама ријеке Дрине, у мјестима Стари Брод и Милошевићи, општина Вишеград. Усташе су у овом покољу убиле око 6.000 ненаоружаних Срба, искључиво цивила. Дио људи су били приморани да изврше самоубиство ронећи у Дрини бјежећи од усташа. Најмасовније убијање људи је извршено 22. марта 1942. године, али су убијања трајала и до почетка маја 1942.
У мјесту Стари Брод је током 2008. године подигнуто обиљежје у знак сјећања на овај злочин. Освештано је од стране митрополита дабробосанског Николаја и владике милешевског Филарета. У плочама од камена су уклесана имена убијених. Нешто касније, у мају 2010. године започета је градња спомен капеле и звонаре.
Као знак сећања на ове српске мученике 7. септембра 2019. године је у Старом Броду освештан Спомен-музеј за који је пројекат урадио архитекта Новица Мотика из Зворника.

## Извршиоци
Извршилац злочина је била Црна Легија под командом Јуре Францетића, у којој је било и локалних муслимана. Учествовале су и снаге муслиманске милиције.

## Жртве
Српски цивили су били углавном припадници збјегова са подручја мјеста Рогатица, Вишеград, Хан Пијесак, Кладањ, Горажда, Соколац, Олово, Пале и Сарајево.

## Дешавања
Током прољећа 1942. усташе су предузеле офанзиву у источној Босни, којом је требало учврстити власт НДХ на источној граници. Офанзива је почела у марту и кретала се према Дрини, потискујући испред себе десетине хиљада избјеглица. У Вишеграду су прелаз у Србију блокирали Италијани, па је дио народа кренуо према Старом Броду и Милошевићима, по тешком терену и изложен нападима усташа и муслиманске милиције.
У таквим околностима су људе нагомилане на обали нападали усташе, убијали их, мучили, силовали жене и бацали у воду.
Најмасовније убијање је извршено 22. марта 1942. године, али су убијања трајала и до почетка маја 1942. По изјавама свједока, дио народа су од убијања спасили Нијемци и недићевци.

## Изјаве свједока покоља
Милош Башовић, рођен 1930, из Бранковића, Борике код Рогатице:
… Из Вишеграда народ крене низ Дрину, према Старом Броду. Уз мене су била још три брата и сестра. На саонама смо вукли мало неких ствари. Узак пут, стадосмо сви код Пухалове њиве. Тако се зове. За нама нека војска трчи, али ми не знамо да су усташе. Народ поче бјежати, а они углас: ‘Не бојте се народе, ово је српска и црногорска војска…’. Кад су нас опколили, познадосмо многе муслимане комшије међу њима. Један усташа узе моју сестру од три године, баци је увис. У руци му пушка са бајонетом, дочека је и право баци у Дрину. Наста право клање народа. Мене је негдје између Милошевића и Старог Брода зајмио један пијани усташа, гађајући ме бајонетом. Утекнем му некако и шћућурим се међу поубијане. Криомице гледам како ми убише мајку и млађу браћу. Свега и свачега је било, Многе дјевојке, гледајући звјерства, не чекајући да им се приближе усташе масовно су скакале у Дрину. А Дрина пуна лешева, међу њима само видиш, заплове женске косе…
Милован Бакмаз, рођен 1931, из Соколовића код Сокоца:
… Кренула колона народа од Олова, Кладња, Мокрог, Пала, Праче, из села око Сарајева, Рогатице… То је био ужас, пуно је Сјемећко поље српских избјеглица, да бациш шибицу пала би на иксана или на стоку коју смо повели са собом. Идемо према Вишеграду у колони, пјешице, изнемогли, дјеца и стари на воловским колима и коњима. Дођемо на ћуприју на Дрини кад Италијани не дају преко Дрине. Ми ондај у Милошевиће, и заноћимо по кућама. Сјећам се, добра имања, ограде им плетене са прућем. Одједном народ поче да вришти и кука. Покојна мајка сподбије мене, остави краву и заједно са народом бјежимо једним сокаком доље према Старом Броду. И поред једног жбуна се шћућуримо, а около пуца, људи падају, скачу у Дрину. Прави хаос, људи моји, стоји вриска жена и дјеце. Опколили су нас,  добро се сјећам све наоружани муслимани са фесовима на главама. Ми се извлачи одатле, и опет бјежи. Бјежи. Успут ми погибе стриц Јоја,  и неке комшије… Кад дођосмо до Дрине само један понтонски чамац, и то шупаљ, а около има неколико ‘иљада душа. Видимо преко Дрине према нама двије групе, посебно Нијемци, а посебно Недићевци. Кад се смрачи, чујемо усташе како зову: „Јованеее…“. Мој отац нас убаци на некакав чамац и пређосмо Дрину. Ту угледамо Недићевце и Нијемце како разговарају, а онда са једним чамцем крену патрола преко Дрине, међу народ, а друга уз Дрину и вичу: Цурик усташ, цурик усташ…“. Народ прште којекуда, неко пређе Дрину, неко бјежи уз оне стране. Да није било Недићеваца и Нијемаца све би оно усташе побиле, не би могла Дрина све примити, сигурно би је зачепили...
Ристо Боровчанин, рођен 1932. у мјесту Жуљ, 2010. у Педиши код Сокоца:
... Сјећам се, 3. маја 1942. године стричеви нам кажу да и ми морамо напустити село. Неки побјегоше на Романију у Дубоке долине, а ми опет за оним колонама према Дрини. Стриц Јован каза, идемо да се пребацимо у Србију. По мраку стигнемо у Милошевиће. Ујутро дојаха један четнички курир на коњу и онако јури кроз народ па виче: ‘Бјежте људи, ево усташа, поклаће и вас као јуче оне у Вишеграду…’ Народ се разлети, покушава да скупи стоку па да крене ка Старом Броду, а већ нас стиже усташка коњица. Што оста народа горе у страни и остаде, а што ухватише оно доље према Дрини почеше убијати. Пригоне нас, пригоне Дрини. Силују жене, кољу, одсјецају руке, ноге, ваде очи, бацају малу дјецу увис и дочекују на бајонете. Био је то један страшан ужас и пакао. Народ запомаже и јауче. Људи сами скачу у Дрину, младе цуре посебно. Ми се око мајки груписасмо, покушавајући се некако спасити. Одједном сам пао потрбушке међу гомилу побијених и унакажених. Главни покољ је био негдје између 16 и 17 часова по подне. А Дрина мутна, надошла, валовита, пуна лешева. Доносило лешеве и од Вишеграда. То је био невјероватан и страшан призор...
Љубица Планинчић, рођена 1920, из Сељана, 2010. у Гучеву код Рогатице:
... Народ је почео бјежати пред силном усташком војском. Бјежали, бјежали, а мене мала ђеца била, једно од пола године, а друго од годину и по. И двије заове заједно са мном, и оне носиле ђецу. Тако стигосмо на Дрину, у Стари Брод. Народ, који је јачи оде… По цијели дан скелом пребацују преко Дрине, а Дрина велика, из брда у брдо. Чамци препуни људи, а опет по десетеро наваљује, скаче, хоће да преврну чамце… Е, кад је било пред мрак, зауставише се чамци,  и народ заноћи крај Дрине. Пада киша, а ја се скрила са ђецом иза неке колибе. Збили се и ћутимо, а крај Дрине само зачујеш запомагање и јауке. Што је народа отишло у Милошевиће, нико се није вратио. Није остало ни пиле, све су побили. А остало је мало на Старом Броду, зато што су нас мало Нијемци заштитили.

Боже сачувај оног времена, патњи и злочина. Ко је оно ишчекао. Усташе нема шта нису радиле, Боже ти мили, саклони и сачувај онијех јада. Те злочине није запамтио нико, што је држава и ратова. И вјекова. Побише онолики народ, а Дрина носи све. Многи су сами скакали у Дрину, нису чекали каму и нож, да им очи и џигерице ваде…  Ех, кад се сјетим, најгоре су прошле младе цуре, жалости љута… Похватају се за руке и саме скачу у Дрину. Боже сачувај! Ишла сам касније много пута до Дрине. Никад и нигдје никоме спомена… Боже сачувај…

## Објављена дјела
Момир Крсмановић је 1970-их година написао роман „Тече крвава Дрина“, због којег је био прогањан од стране комунистичких власти. У новембру 2008. је представљено дјело групе аутора „Заборављени злочин - Стари Брод“, коју је издало Српско соколско друштво „Соко“ из Добруна и издавачка кућа „Дабар“.